# Henryk Makowski

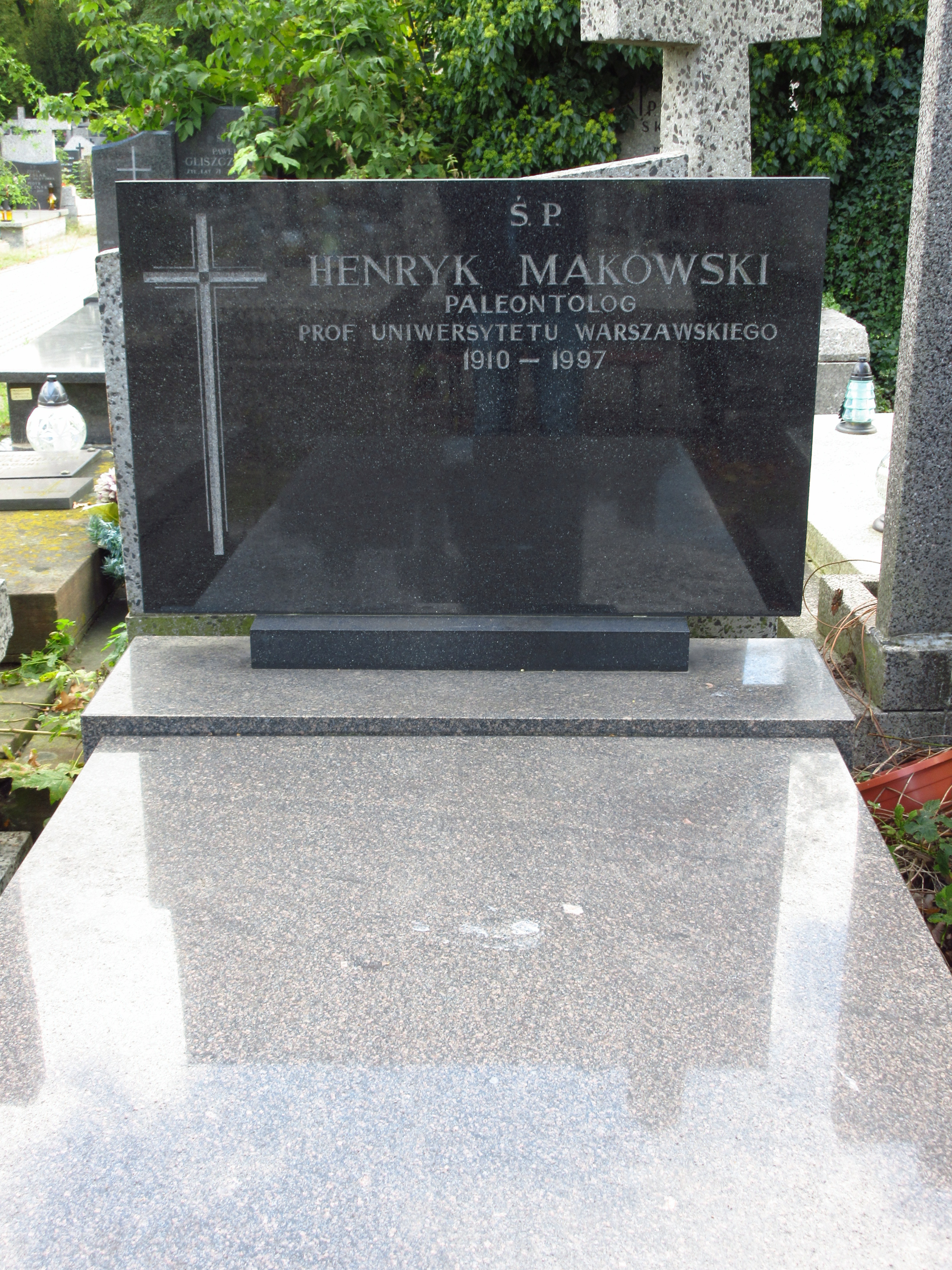
Grób Henryka Makowskiego na cmentarzu Bródnowskim.

Henryk Makowski (ur. 15 listopada 1910 w Krzemieńcu na Wołyniu, zm. 30 stycznia 1997 w Warszawie) – polski geolog i paleontolog.

## Życiorys
Urodził się w rodzinie kolejarskiej. Do szkoły powszechnej uczęszczał w Krzemieńcu. Następnie do Liceum Krzemienieckiego, które ukończył w 1932.
W 1934 wstąpił na Uniwersytet Stefana Batorego w Wilnie – na Wydział Matematyczno-Przyrodniczy. Studiował zoologię i anatomię porównawczą. Po roku przeniósł się na Uniwersytet Jana Kazimierza we Lwowie. Studia geologiczne pod kierunkiem Jana Samsonowicza ukończył w 1939, uzyskując dyplom magistra filozofii w zakresie geologii i paleontologii na podstawie pracy Jeżowce turońskie okolic Krzemieńca.
W 1938 został zastępcą asystenta w Katedrze Geologii Uniwersytetu Jana Kazimierza we Lwowie. Podczas studiów był czasowo zatrudniony w koncernie Wspólnota Interesów Górniczo-Hutniczych. Pracę na uniwersytecie kontynuował podczas wojny (1939–1941), początkowo jako laborant w Zakładzie Paleontologii, a potem jako geolog w sowieckim przedsiębiorstwie Lwowuglerazwiedka przy rozpoznawaniu złóż węgla kamiennego nad górnym Bugiem. W 1942, podczas okupacji niemieckiej, został zatrudniony w Państwowym Instytucie Geologicznym (w filii Amt für Bodenforschung), najpierw we Lwowie, a następnie w Warszawie (1943–1944), na stanowisku geologa i starszego geologa.
Po wojnie, w listopadzie 1944, podjął pracę w Katedrze Zoologii Systematycznej Uniwersytetu Marii Curie-Skłodowskiej w Lublinie. Następnie, w kwietniu 1945, przeniósł się na Uniwersytet Warszawski do Zakładu Geologii, gdzie w latach 1945–1947 pracował jako starszy asystent, a w latach 1947–1954 jako adiunkt. Doktorat uzyskał w 1951 na podstawie pracy Fauna kelowejska z Łukowa, wykonanej pod kierunkiem Jana Samsonowicza i Romana Kozłowskiego. 
W 1954 otrzymał tytuł docenta. Na tym stanowisku pracował do 1967, kiedy został mianowany profesorem nadzwyczajnym. W latach 1956–1957 pracował dodatkowo w Zakładzie Paleozoologii Polskiej Akademii Nauk. 
W latach 1956–1958 był dziekanem Wydziału Geologii Uniwersytetu Warszawskiego, w latach 1958–1962 jego prodziekanem. W latach 1959–1980 był kierownikiem Katedry Geologii Historycznej, a następnie Zakładu Geologii Historycznej i Regionalnej. Jednocześnie w latach 1967–1979 był kierownikiem Studium Doktoranckiego. Wieloletni członek Polskiego Towarzystwa Geologicznego.
Henryk Makowski odkrył dymorfizm płciowy amonitów, przedstawiony w rozprawie „Problem of sexual dimorphism in ammonites”, opublikowanej w 1963. 
Zmarł w Warszawie, pochowany na cmentarzu Bródnowskim (kwatera 58F-4-32). 

## Ordery i odznaczenia
- Krzyż Kawalerski Orderu Odrodzenia Polski (1959)
- Złoty Krzyż Zasługi (1971)